# Tonckens

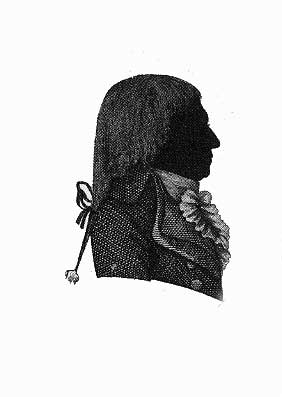
Joachimus Lunsingh Tonckens (1753-1821)

Het Drents/Groningse geslacht Tonckens stamt af van ene Tonckert Frericks, die in 1509 kerkvoogd in Beerta was.
Tonckert Frericks' zoon Hayo was in de 16e eeuw slotvoogd op Ulsda. Diens achterkleinzoon, de predikant van Westerlee en Heiligerlee Eggo Tonckens, was de eerste in dit geslacht, die in de 17e eeuw de naam Tonckens als achternaam ging gebruiken. Zijn kleinzoon de Groninger advocaat mr. Johan Tonckens trouwde in 1709 met de dochter van Warmolt Lunsingh uit het Drentse Westervelde, rentmeester van het bezit Dickninge, een voormalig klooster bij de Wijk, en tevens lid van Gedeputeerde Staten van Drenthe. In 1755 erfde zijn kleinzoon Warmolt Tonckens (1710-1782) het Huis te Westervelde, nabij Norg, dat daarna ook wel de Tonckensborg werd genoemd. Zijn nakomelingen vervulden diverse bestuurlijke functies in Drenthe. Zo waren vijf van zijn nazaten burgemeester van Norg. Zijn zonen Wijncko en Joachimus Lunsingh behoorden in 1797 tot de rijkste inwoners van Drenthe.
Wyncko liet bij de Wijk Huize Voorwijk bouwen, dat in de 20e eeuw de ambtswoning zou worden van de commissaris der Koningin in Drenthe Reint Hendrik de Vos van Steenwijk. Joachimus Lunsingh erfde de ouderlijke woning in Westerveld en liet die ingrijpend verbouwen. Diens zoon Johannes en dochter Tetje Elisabeth trouwden respectievelijk met de dochter van de Drentse gedeputeerde Lucas Oldenhuis Kymmell en met de zoon van de raadsheer Wolter Kymmel, Johan Kymmell, waardoor een relatie ontstond tussen de families Tonckens en Kymmell, waarvan verschillende leden een belangrijke bestuurlijke rol speelden in de 19e eeuw in Drenthe.

## Enkele leden van het geslacht Tonckens
- Warmolt Tonckens (1710-1782), jurist en grootgrondbezitter
  - Wyncko Tonckens (1749-1804), lid Loffelijke Etstoel Drenthe
    - Warmolt Lunsingh Tonckens (1791-1868), wethouder in Meppel en lid Provinciale Staten Drenthe
    - Hendrik Tonckens (1793-1877), burgemeester van Eelde
    - Wyncko Johannes Tonckens (1804-1875), burgemeester van Nijeveen en lid Eerste Kamer
      - Wyncko Tonckens (1837-1871), burgemeester van Giethoorn en Elburg
        - Nicolaas August Tonckens (1867-1931), burgemeester van Staphorst en Hengelo

  - Joachimus Lunsingh Tonckens (1753-1821), lid Eerste Nationale Vergadering en gedeputeerde van Drenthe
    - Warmolt Tonckens (1782-1865), president gerechtshof Assen en burgemeester van Eelde
      - Joachimus Lunsingh Tonckens (1807-1895), predikant in Peize
        - Warmolt Tonckens (1848-1922), jurist en gouverneur van Suriname

      - Jacobus Johannes Tonckens (1809-1894), wethouder van Aduard en lid Provinciale Staten Groningen
        - Warmolt Tonckens (1841-1877), burgemeester van Aduard
          - Jacobus Johannes Tonckens (1873-1926), kassier
            - Gerard Feiko Lunsingh Tonckens (1907-1992), burgemeester van Renesse

    - Johannes Tonckens (1784-1857), burgemeester van Norg
      - Joachimus Lunsingh Tonckens (1822-1899), burgemeester van Nijeveen
        - Marius Tonckens (1865-1957), burgemeester van Zuidwolde

      - Lukas Oldenhuis Tonckens (1823-1888), burgemeester van Emmen, Sleen
      - Johannes Tonckens (1834-1908), burgemeester van Norg en gedeputeerde van Drenthe
        - Johannes Tonckens (1863-1936), burgemeester van Zweeloo en Eelde
        - Eltje Jacob Tonckens (1865-1946), burgemeester van Norg
        - Egbertus Roelinus Tonckens (1869-1934), burgemeester van Norg
          - Johannes Tonckens (1905-1937), burgemeester Zweeloo en Norg

    - Elzo Tonckens (1792-1870)
      - Joachimus Lunsingh Tonckens (1817-1893), arts te Beetsterzwaag en burgemeester van Opsterland
      - Sijbrandus Hellinga Tonckens (1821-1882), burgemeester van Odoorn